# Galienus Entringer (Maler)
Galienus Entringer (* vor 1547; † 1579 in Freiburg im Breisgau) war ein deutscher Maler.

## Leben
Entringer lebte in Freiburg, wo er als Maler ab 1547 urkundlich belegt ist. 1565 wurde er dort als Ratsverwandter bezeugt, man kann jedoch davon ausgehen, dass diese Tätigkeit ´mehrere Jahre andauerte. Seit 1572 war er als Zunftmeister.
1548 malte er eine Marienkrönung am Triumphbogen des Freiburger Münsters. 1559 malte er einen Totentanz auf der Schauseite des Freiburger Rathauses, den er aber bereits 1560 wieder mit Bildern aus dem Leben König Philipps von Makedonien übermalen musste.